# 柳本古墳群
柳本古墳群（やなぎもとこふんぐん）は、天理市柳本町に所在する古墳時代前期の古墳群である。大和古墳群と併せて大和・柳本古墳群とも言われる。その南に纏向古墳群が存在する。

## 概要
本古墳群は、大和古墳群と谷を隔てて南の丘陵の縁辺に営まれており、2基の巨大古墳とその周囲の中・小形前方後円墳からなっている。まず、行燈山古墳を主墳に大和天神山・アンド山（120メートル）・南アンド山（65メートル）の3古墳が従属している。また南に渋谷古墳を主墳に上ノ山（125メートル）・シウロウ塚（120メートル）の二つの古墳群と西の方に柳本大塚（94メートル）などの古墳が点在している。
大和・柳本古墳群に続く王墓は、奈良盆地の東南の地を離れ、盆地西北部の地に佐紀盾列古墳群（西群）として営まれる。王権が移動したと考えられている。

## 主な古墳
前方後円墳
- 黒塚古墳（127.5メートル）
- 行燈山古墳（242メートル、伝崇神天皇陵）
- 大和天神山古墳（113メートル）

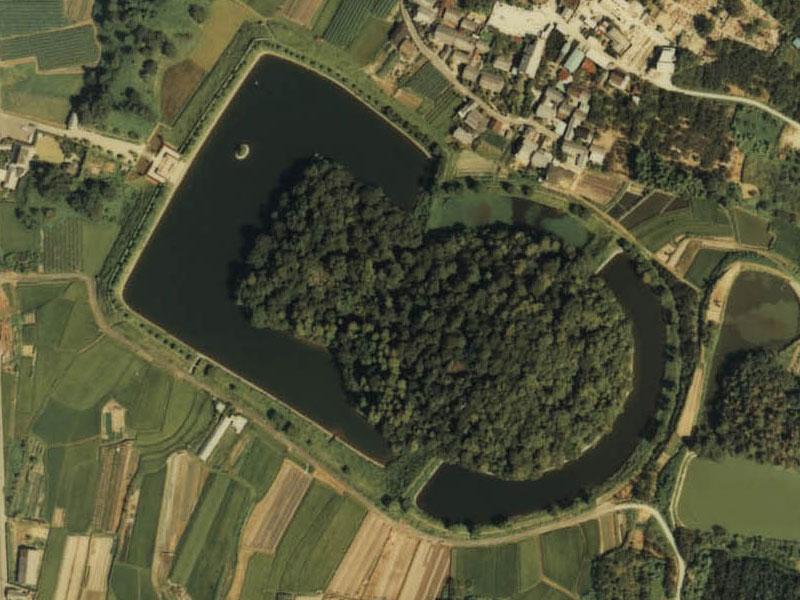
行燈山古墳。

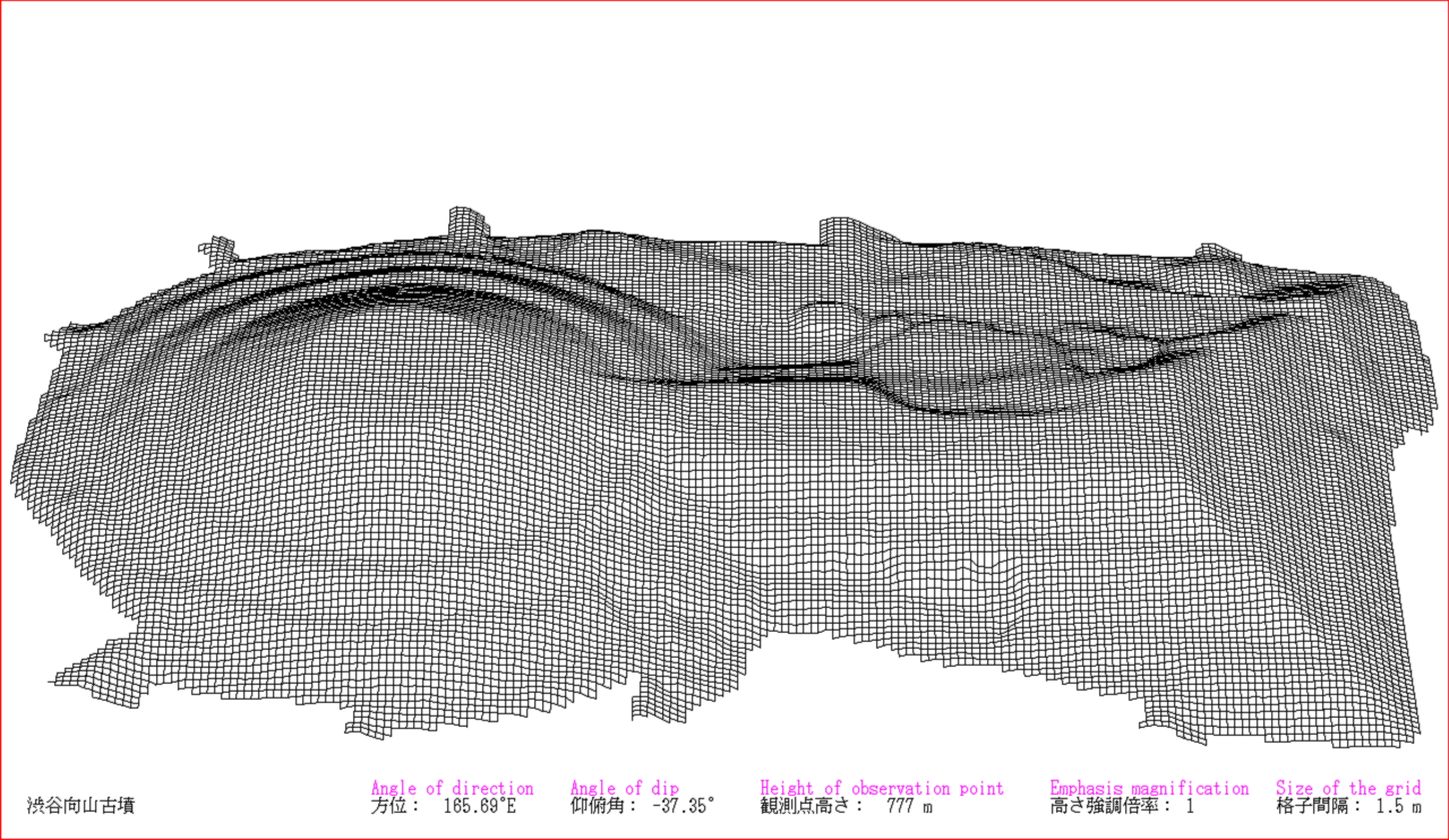
渋谷向山古墳

柳本古墳群と他の古墳群の位置関係

- 渋谷向山古墳（300メートル、伝景行天皇陵）

双方中円墳
- 櫛山古墳（150メートル）